# Vithakad rall
Vithakad rall (Mustelirallus albicollis) är en sydamerikansk fågel i familjen rallar inom ordningen tran- och rallfåglar.

## Utseende och läte
Vithakad rall är en 21–24 cm lång rall med kort näbb. Undersidan är mestadels grå med ljusgrå strupe. Ovansidan är svart med bruna fjäderkanter. På flanker och undersidan av stjärten syns svartvit bandning. Spellätet består av en högljudd upprepande serie med vibrerande toner, som en kulspruta, medan lätet är ett vasst "tuk". Arten hörs mestadels morgnar och kvällar.

## Utbredning och systematik
Vithakad rall delas in i två underarter:
- Mustelirallus albicollis olivaceus – förekommer från norra Colombia till Venezuela, Guyanaregionen och Surinam
- Mustelirallus albicollis albicollis – förekommer från östra Brasilien till Paraguay, östra Bolivia och nordligaste Argentina

### Släktestillhörighet
Tidigare placerades fågeln i släktet Porzana, då under svenska namnet gråstrupig eller vitstrupig sumphöna. DNA-studier visar dock att den är avlägset släkt med typarten småfläckig sumphöna och är istället del av en klad med likaledes amerikanska arterna colombiarall och gulrödnäbbad rall, båda traditionellt i Neocrex samt zapatarallen i Cyanolimnas. Släktesnamnet Mustellirallus har prioritet kladen. Dessa står även nära amerikanska rallar i Aramides, Amaurolimnas och Pardirallus.

## Levnadssätt
Vithakad rall hittas i säsongsmässigt översvämmade våtmarker upp till 1200 meters höjd, men även risfält, höga stånd av vass utmed vägkanter och högt gräs i betesmarker. Den verkar föredra torrare marker än andra små rallar. Arten upptäcks lättast på lätena och håller sig dold i den täta vegetationen, men kan tillfälligt ses i det öppna på jakt efter insekter och frön.

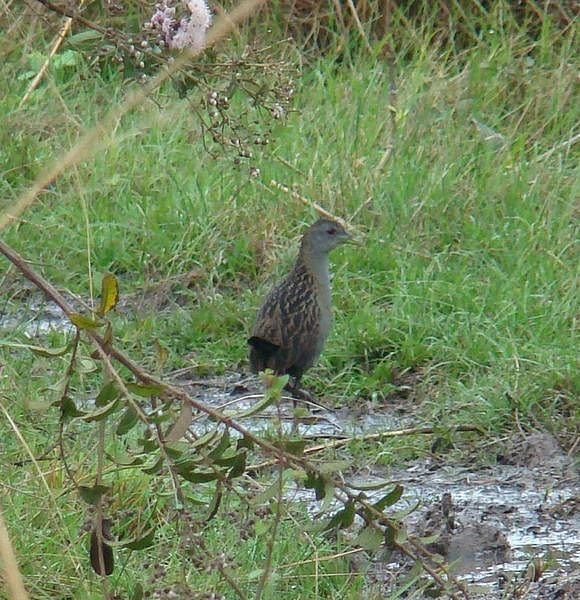

### Häckning
Vithakad rall har noterats häcka juli–oktober på Trinidad och Tobago, i Guyana februari–juli, men häckar troligen året runt. Det stora skålformade boet vävd av torrt gräs, ibland med inslag av några löv, placeras på eller precis ovan mark mellan grästuvor eller i vass, ofta intill en trädstam. Däri lägger den två till tre ägg, möjligen upp till sex stycken.

## Status
Arten har ett stort utbredningsområde och beståndet anses vara stabilt. Internationella naturvårdsunionen IUCN listar den därför som livskraftig (LC).